# Syagrus botryophora
Espèce
Synonymes
- Arecastrum romanzoffianum var. botryophorum (Mart.) Becc.[1]
- Arecastrum romanzoffianum (Mart.) Becc.[2]
- Calappa botryophora (Mart.) Kuntze[1]
- Cocos botryophora Mart.[1] [2]

Statut de conservation UICN

 NT  : Quasi menacé
Syagrus botryophora est une espèce de plantes de la famille des Arecaceae (palmiers).

## Publication originale
- Voyage dans l'Amérique Méridionale 133. 1834[1847].